# Dario García
Darío Osvaldo Gastón García Aguilar (nascido em 20 de julho de 1968) é um ex-judoca argentino, que conquistou a medalha de ouro na categoria leve, de até 78 quilos, nos Jogos Pan-americanos de 1995, no Mar del Plata, na Argentina. Defendeu as cores da bandeira argentina nos Jogos Olímpicos de Verão de 1988, de 1992, de 1996 e de 2000.